# Norma Kuhling
Norma Kuhling (New York, 4 dicembre 1990) è un'attrice, modella e doppiatrice statunitense.

## Biografia
Debutta al cinema nel 2009 partecipando al The Joneses. Dal 2017 al 2019 interpreta la dottoressa Ava Bekker nella serie TV Chicago Med, ruolo grazie al quale diventa famosa a livello internazionale.
A partire dal 2021 interpreta Nora Fowler, un medico tattico, nella serie TV S.W.A.T..

## Filmografia

### Cinema
- The Joneses, regia di Derrick Borte (2009)
- Fallen, regia di Scott Hicks (2019)
- Fourteen, regia di Dan Sallitt (2019)

### Televisione
- Chicago Med - serie TV, 44 episodi (2017-2019)
- S.W.A.T. - serie TV, 6 episodi (2021-in corso)